# Stephan Joho
Stephan Joho, né le 4 septembre 1963 à Bremgarten, dans le canton d’Argovie, est un coureur cycliste suisse. Professionnel de 1986 à 1992, il a remporté deux étapes du Tour d'Italie.

## Palmarès

### Palmarès amateur
- 1981
  -  Champion de Suisse de l'omnium juniors
- 1982
  - 2e du Tour du Jura
- 1983
  - 2e du championnat de Suisse de poursuite
- 1984
  - 2e du championnat de Suisse de poursuite
  - 3e du championnat de Suisse de course aux points
- 1985
  - Grand Prix de Chiasso
  - GP Osterhas
  - 2e du GP Brissago
  - 2e du Grand Prix Mendrisio
  - 3e du Tour du Stausee
  - 3e du Grand Prix de France

### Palmarès professionnel
| - 1986 - 4e étape du Tour d'Andalousie - Tour du Nord-Ouest de la Suisse - 5ea étape du Tour de Romandie - Tour d'Aragon : - Classement général - Prologue, 1re et 3e étapes - 2e étape du Tour du Limousin - 1987 - 3e étape du Tour de Romandie - Prologue et 5e étape du Tour d'Aragon - 2e étape du Tour du Limousin - 1re étape de Paris-Bourges - 2e étape du Tour de Catalogne - 3e du Grand Prix de Lugano - 1988 - 3e étape du Tour des Pouilles - 3e étape du Tour d'Italie - 1re et 9e étapes du Tour de Suisse - Tour de Romagne - 2e du Grand Prix Pino Cerami - 2e de Visp-Grächen - 3e du Tour des Pouilles - 4e de Paris-Roubaix - 9e de la Flèche wallonne | - 1989 - 3e (contre-la-montre par équipes) et 6e étapes du Tour d'Italie - Grand Prix Pino Cerami - 3e du Grand Prix du canton d'Argovie - 6e du Tour de Suisse - 10e de la Wincanton Classic - 1990 - Giro dei Sei Comuni - Grand Prix de l'industrie et du commerce de Prato - 5eb étape du Tour de Belgique - Schwanenbrau Cup : - Classement général - 3e étape - Grand Prix Mendrisio - 1991 - 4e étape du Tour de Burgos - Six jours de Zurich (avec Werner Stutz) - 2e de l’Étoile de Bessèges - 1992 - 3e étape de Paris-Nice (contre-la-montre par équipes) |  |

## Résultats sur les grands tours

### Tour d'Italie
3 participations
- 1988 : non-partant (18e étape), vainqueur de la 3e étape
- 1989 : non-partant (20e étape), vainqueur des 3e (contre-la-montre par équipes) et 6e étapes
- 1990 : 74e

### Tour de France
1 participation
- 1987 : hors délais (3e étape)